# Craugastor andi
Craugastor andi is een kikker uit de familie Craugastoridae. De soort werd voor het eerst wetenschappelijk beschreven door Jay Mathers Savage in 1974. Oorspronkelijk werd de wetenschappelijke naam Eleutherodactylus andi gebruikt.
De soortaanduiding andi is een eerbetoon aan de bioloog Andrew Starrett (1930 - 2008).
De soort komt voor in Costa Rica en wordt met uitsterven bedreigd. Craugastor andi is momenteel door de IUCN als kritiek geclassificeerd.
Het historische verspreidingsgebied van Craugastor andi liep van de oostelijke delen van de Cordillera de Guanacaste via de Cordillera de Tilarán en de Cordillera Central tot in de regio van de Río Clara in Bocas del Toro in het uiterst westelijke deel van de Panamese Cordillera de Talamanca. Deze soort leeft in nevelwouden zoals dat van Monteverde tussen de 1000 en 1200 meter hoogte. De Craugastor andi was voorheen een algemene soort. De laatste waarnemingen zijn uit de jaren negentig en de soort geldt inmiddels als mogelijk uitgestorven.